# Hybanthus hasslerianus
Hybanthus hasslerianus là một loài thực vật có hoa trong họ Hoa tím. Loài này được (Chodat) Hassl. mô tả khoa học đầu tiên năm 1909.